# I Know You Don't Love Me
"I Know You Don't Love Me" is de derde single van Thoughts of a Predicate Felon, het debuutalbum van Amerikaanse rapper Tony Yayo. Het refrein wordt gezongen door 50 Cent, en de coupletten door achtereenvolgens Tony Yayo, Young Buck en Lloyd Banks, oftewel de hele rapgroep G-Unit. In de video zijn vier beelden te zien (van elk G-Unit lid één beeld) waar de G-Unit leden worden verleid door een aantal vrouwen, maar de G-Unit leden geloven ze niet. De track is geproduceerd door Studio 44.
Studioalbums: Thoughts of a Predicate Felon

Singles: So Seductive · Curious · I Know You Don't Love Me

Gerelateerde artikels: G-Unit · G-Unit Records